# Newman
Mr. Newman é uma personagem da sitcom Seinfeld, interpretada pelo actor Wayne Knight. 
Mr. Newman nunca revelou o seu primeiro nome. É vizinho de Cosmo Kramer e Jerry Seinfeld; um baixo, vingativo e psicótico carteiro. Newman é o arqui-inimigo de Jerry, e amigo de Kramer. Jerry descreve-o como "O Mal em Pessoa". Newman parece ser o único personagem que percebe que Jerry não tem nenhuma consciência social. Talvez seja essa a razão do ódio, o que é irônico, já que Newman também não é nenhum grande exemplo de pessoa consciente. Newman nunca perde a oportunidade de criar problemas a Jerry. Curiosamente, Jerry namora uma ex de Newman e ao saber que tinha sido ele a acabar com ela não conseguiu mais sustentar aquela relação sabendo que ela não era suficiente para Newman. Newman tem uma paixão secreta por Elaine Benes.